# 無聲分娩
無聲分娩（英語：Silent birth），有時也稱為安靜分娩，是由新興宗教山達基教創始人L·罗恩·贺伯特提出的一種分娩程序，其中「每個參與分娩的人都應盡可能避免說話」，並且「健談的醫生和護士，喊叫加油和大聲笑著『鼓勵』都應該避免」。

## 理論
根據山達基教義，這是因為「人所說的任何話語都會記錄在『反應性心靈』中，並對母親和孩子產生異常影響」。賀伯特斷言，在分娩過程中若不保持言語沉默，可能會對孩子以後的生活產生不利影響。教會成員認為，孩子出生時的噪音、聲音和言語可能會造成新生兒的精神創傷，進而導致其「印痕」的產生，因此無聲分娩是必要的。山達基教徒認為，這也是幫助新生兒靈性發展的一種方式。
無聲分娩的概念實際上是山達基教義中的強制性做法。它基於必須向準媽媽提供最大程度的照顧和尊重的原則，以及賀伯特的話：「每個人都必須學會在準媽媽臨盆和分娩過程中，在她能聽到的範圍內什麼也不說。特別是在分娩過程中，必須保持絕對的沉默。生產越溫和越好。」教會稱無聲分娩的目的是為了減少孩子與母親身體分離的過程中的痛苦。教會並不反對在分娩時使用藥物或剖腹產的做法。
沒有人試圖從醫學或科學上來證明無聲分娩有好處，教會也從不聲稱沉默分娩是一種經過醫學證明的方法；相反，它將其描述為出於宗教和哲學原因而進行的實踐。

## 科學意見
無聲分娩所謂的好處受到了許多醫生和其他醫療保健專業人員的質疑。派翠西亞‧迪瓦恩（Patricia Devine）醫學博士是一位母胎醫學專家，曾於2006年擔任哥倫比亞大學醫學中心臨產科主任，她說：「絕對沒有科學證據表明在分娩時消除[噪音]會產生不良影響。」
當被問及是否有任何醫學證據表明安靜分娩有益時，喬治華盛頓大學醫學中心婦產科臨床副教授達米安·阿拉吉亞（Damian Alagia）醫學博士回答說：「山達基教文獻中可能有這樣的說法，但是據我所知，賀伯特從未在醫學院學習過兒科或學習過新生兒發育。認為安靜中出生的嬰兒會比聽著漢克·威廉斯音樂出生的嬰兒更好是愚不可及的。」

## 反對驗血要求
2004年，信仰山達基的夫婦雷和路易斯·史皮林（Ray and Louise Spiering）向美國聯邦法院提出訴訟，稱內布拉斯加州要求嬰兒進行血液檢查的政策侵犯了他們信奉「無聲分娩法」的權利。根據訴訟內容，“在嬰兒出生後的前七天，應盡一切努力避免讓嬰兒受到大聲、說話、壓力或疼痛的影響……由於嬰兒在出生過程中會經歷巨大的痛苦，因此山達基人認為，新生兒不應該再受到任何痛苦或重大的感官體驗。” 儘管一項臨時法院命令允許他們推遲測試，但他們最終在2022年敗訴。